# 玉野村 (山形県)
玉野村（たまのむら）は、かつて山形県北村山郡にあった村。

## 沿革
- 1889年（明治22年）4月1日 - 町村制施行に伴い北村山郡原田村、上柳渡戸村、下柳渡戸村、銀山新畑村、上ノ畑村、母袋村、鶴巻田村、北郷村が合併し、玉野村が発足。
- 1954年（昭和29年）10月1日 - 北村山郡尾花沢町、福原村、宮沢村、常盤村と合併し、尾花沢町を新設して消滅。